# Ebusos
Ebusos - starożytne miasto, kolonia fenicka, znajdująca się nad Morzem Śródziemnym, na wybrzeżu Ibizy w pobliżu współczesnego miasta Ibiza. Z tego osiedla Fenicjanie mogli kontrolować całe Baleary. 
Do naszych czasów zachowały się resztki starożytnej nekropoli, która wykorzystywana była jeszcze za czasów rzymskich. 